# Cái tên khắc sâu trong tim người
Cái tên khắc sâu trong tim người (tiếng Trung: 刻在你心底的名字; Hán-Việt: Khắc tại nhĩ tâm để đích danh tự; bính âm: Kē zài nǐ xīndǐ de míngzì) là một bộ phim tình cảm Đài Loan năm 2020 của đạo diễn  Liễu Quảng Huy và diễn viên chính là Trần Hạo Sâm, Tằng Kính Hoa và Đới Lập Nhẫn. Bộ phim được công chiếu vào ngày 30 tháng 9 tại Đài Loan, phát hành toàn cầu trên Netflix vào ngày 23 tháng 12. Cái tên khắc sâu trong tim người là bộ phim LGBT có doanh thu cao nhất trong lịch sử Đài Loan, cũng như những bộ phim nổi tiếng khác trong năm 2020, trở thành bộ phim đồng tính đầu tiên đạt NT$100 triệu tại phòng vé Đài Loan. Bộ phim nhận được năm đề cử tại Giải Kim Mã và chiến thắng với hạng mục kỹ thuật quay phim xuất sắc và nhạc phim xuất sắc.

## Nội dung
Vào năm 1987, Đài Loan dỡ bỏ Thiết quân luật, hai cậu học sinh Trương Gia Hán (A Hán) và Vương Bách Đức (Birdy) đã có tình cảm với nhau giữa áp lực gia đình, kỳ thị đồng tính và xã hội thay đổi.
Birdy, nam sinh mới chuyển đến trường Công giáo cao trung nam sinh nơi anh và Gia Hán nhanh chóng trở thành bạn thân. Cả hai đều là nhạc công trong ban nhạc của trường.
Cha Oliver là nhạc trưởng đến từ Montreal, thường nhắc nhở học sinh rằng "profiter du moment" (sống trong khoảnh khắc), dẫn dắt A Hán gắn bó hơn với Birdy. Hai chàng trai cùng nhau đi đến Đài Bắc để tham gia buổi tưởng niệm tổng thống Tưởng Kinh Quốc—và ngày càng trở nên thân thiết qua những chuyến du ngoạn trong thủ đô.
Việc đưa ra chính sách đồng giáo dục đã gắn kết mối quan hệ của họ cho đến khi nữ sinh được phép học tại trường này. Birdy để ý đến nữ sinh cùng lớp, người mang đến hy vọng về tình cảm gắn bó lâu dài và tình yêu khác giới trong xã hội. Tuy nhiên, A Hán ngăn cản tình cảm của đôi bạn, cố nuôi hy vọng tình cảm với Birdy, mặc kệ những thách thức mà cá nhân phải đối mặt trong thời đại đó.
Liên tiếp gặp những sự cố, hòa giải, và những lời thổ lộ cảm xúc đã mang A Hàn và Birdy lại với nhau, trước khi định mệnh chia lìa đôi ngã.

## Diễn viên
- Trần Hạo Sâm (陳昊森) vai Trương Gia Hán (張家漢) biệt danh A Hán (阿漢)
- Tăng Kính Hoa (曾敬驊) vai Vương Bá Đức (王柏德) biệt danh Birdy
- Fabio Grangeon (法比歐) vai Cha Oliver
- Thiệu Dịch Mai (邵奕玫) vai Ngô Nhược Phi (吳若非), biệt danh Ban Ban (班班): người yêu của Birdy lúc trẻ
- Ngụy Như Huyên (魏如萱) vai Ngô Nhược Phi (吳若非), biệt danh Ban Ban (班班): vợ của Birdy lúc kể lại chuyện đã ly hôn
- Đới Lập Nhẫn (戴立忍) vai Trương Gia Hán trung niên
- Vương Thức Hiền (王識賢) vai Birdy trung niên

## Giải thưởng và đề cử
| Năm  | Tên                                   | Thể loại                    | Đề cử                                                                                              | Kết quả   | Chú thích |
| ---- | ------------------------------------- | --------------------------- | -------------------------------------------------------------------------------------------------- | --------- | --------- |
| 2020 | Osaka Asian Film Festival             | Vai hỗ trợ xuất sắc         | Đới Lập Nhẫn                                                                                       | Đoạt giải | [ 5 ]     |
| 2020 | Taipei Film Awards                    | Vai hỗ trợ xuất sắc         | Đới Lập Nhẫn                                                                                       | Đề cử     | [ 6 ]     |
| 2020 | Taipei Film Awards                    | Diễn viên mới xuất sắc      | Trần Hạo Sâm                                                                                       | Đề cử     | [ 6 ]     |
| 2020 | São Paulo International Film Festival | Đạo diễn mới xuất sắc       | Liễu Quảng Huy                                                                                     | Đoạt giải | [ 7 ]     |
| 2020 | Giải Kim Mã                           | Vai hỗ trợ xuất sắc         | Đới Lập Nhẫn                                                                                       | Đề cử     | [ 8 ]     |
| 2020 | Giải Kim Mã                           | Diễn viên mới xuất sắc      | Trần Hạo Sâm                                                                                       | Đề cử     | [ 8 ]     |
| 2020 | Giải Kim Mã                           | Kỹ thuật quay phim xuất sắc | Yao Hongyi                                                                                         | Đoạt giải | [ 8 ]     |
| 2020 | Giải Kim Mã                           | Điểm phim gốc xuất sắc      | Hou Zhijian, Huang Yuxun                                                                           | Đề cử     | [ 8 ]     |
| 2020 | Giải Kim Mã                           | Nhạc phim xuất sắc          | "Your Name Engraved Herein", nhạc: Jia-Wang, Chen Wenhua, Xu Yuanting Giọng: Crowd Lu, Chen Haosen | Đoạt giải | [ 9 ]     |

## Liên kết
- Cái tên khắc sâu trong tim người trên Internet Movie Database
- Cái tên khắc sâu trong tim người tại Rotten Tomatoes